# Atom: The Beginning
Atom: The Beginning (яп. アトム ザ・ビギニング Атому: Дза Бигинингу, «Атом: Начало») — манга Тэцуро Касахары, созданная совместно с Макото Тэдзукой и Масами Юки. Является приквелом манги Осаму Тэдзуки Astro Boy и описывает события до рождения Астробоя (Атома). Публикуется с 1 декабря 2014 года в журнале Monthly Hero’s издательством Shogakukan и к декабрю 2019 года насчитывает 11 томов. Аниме-адаптация транслировалась с 15 апреля по 8 июля 2017 года.

## Сюжет
Два вундеркинда — Уматаро Тэмма и Хироси Отяномидзу — потратили уйму времени на исследования роботов. Тэмма желает сделать богоподобное существо, Отяномидзу же хочет создать друга. В конце концов они совместно разрабатывают A106. Теперь перед ними стоит вопрос, кем станет робот.

## Персонажи
Уматаро Тэмма (яп. 天馬午太郎 Тэмма Уматаро:)
Сэйю: Юити Накамура
Хироси Отяномидзу (яп. お茶の水博士 Отяномидзу Хироси)
Сэйю: Такума Тэрасима
A106 / Шестой (яп. エーテンシックス Э:тэнсиккусу)
Сэйю: Юки Иноуэ
Мория Цуцуми (яп. 堤茂理也 Цуцуми Мория)
Сэйю: Такахиро Сакураи
Мотоко Цуцуми (яп. 堤茂斗子 Цуцуми Мотоко)
Сэйю: Микако Комацу
Ран Отяномидзу (яп. お茶の水蘭 Отяномидзу Ран)
Сэйю: Аянэ Сакура
Кэнсаку Хан (яп. 伴俊作 Хан Кэнсаку)
Сэйю: Кэнго Каваниси
Сюнсаку Хан (яп. 伴健作 Хан Сюнсаку)
Сэйю: Нобуо Тобита
Мария (яп. マリア Мариа)
Сэйю: Ёсино Нандзё

## Медиа-издания

### Манга
Манга Тэцуро Касахары начала публиковаться в журнале Monthly Hero’s издательством Shogakukan 1 декабря 2014 года. Макото Тэдзука и Масами Юки ответственны за редакционный контроль и дизайн; работа над созданием манги осуществляется при участии Tezuka Productions. Первый том в формате танкобона вышел 5 июня 2015 года. Всего к 5 декабря 2019 года было выпущено 11 томов.

#### Список томов
| №  | Дата публикации      | ISBN                   |
| -- | -------------------- | ---------------------- |
| 1  | 5 июня 2015 года     | ISBN 978-4-86-468417-0 |
| 2  | 4 декабря 2015 года  | ISBN 978-4-86-468441-5 |
| 3  | 3 июня 2016 года     | ISBN 978-4-86-468462-0 |
| 4  | 5 декабря 2016 года  | ISBN 978-4-86-468482-8 |
| 5  | 5 апреля 2017 года   | ISBN 978-4-86-468495-8 |
| 6  | 5 июня 2017 года     | ISBN 978-4-86-468503-0 |
| 7  | 5 декабря 2017 года  | ISBN 978-4-86468-528-3 |
| 8  | 5 июня 2018 года     | ISBN 978-4-86468-570-2 |
| 9  | 29 декабря 2018 года | ISBN 978-4-86468-607-5 |
| 10 | 5 июля 2019 года     | ISBN 978-4-86468-656-3 |
| 11 | 5 декабря 2019 года  | ISBN 978-4-86468-680-8 |

### Аниме
Аниме-адаптация была анонсирована 1 июня 2016 года в Monthly Hero’s. Производством занимались студии OLM, Inc., Production I.G и Signal.MD под руководством режиссёров Кацуюки Мотохиро и Тацуо Сато. Сценарист — Дзюнъити Фудзисаку, дизайнер персонажей — Такахиро Ёсимацу, композитор — Нориюки Асакура. Дизайн механизмов разработан Синобу Цунэки, Ёсихиро Исимото и Синъити Миядзаки. Аниме транслировалось с 15 апреля по 8 июля 2017 года.
Открывающей композицией сериала является «Kaidoku Funou» (яп. 解読不能 Кайдоку Фуно:, «Неразборчивый») в исполнении музыкального дуэта After the Rain; закрывающую композицию под названием «Hikari no Hajimari» (яп. 光のはじまり Хикари но Хадзимари, «Начало света») исполняет Ёсино Нандзё.

#### Список серий
| № серии | Название                                                                         | Дата премьеры       |
| ------- | -------------------------------------------------------------------------------- | ------------------- |
| 1       | Рождение могущественного Атома «Тэцуван Кидо:» (鉄腕起動)                        | 15 апреля 2017 года |
| 2       | Осознание «Бэвусутодзайн» (ベヴストザイン)                                       | 22 апреля 2017 года |
| 3       | Преследования «Сорэдзорэ но Цуйсэки» (それぞれの追跡)                            | 29 апреля 2017 года |
| 4       | Добро пожаловать на фестиваль в Нэриме «Нэри Тайсай э Ё:косо» (練大祭へようこそ) | 6 мая 2017 года     |
| 5       | Транспорт Марухигэ «Гэкисо: Марухигэ Унсо:» (激走マルヒゲ運送)                   | 13 мая 2017 года    |
| 6       | Уничтожение Лаборатории-7! «Кэн Каймэцу су!» (研壊滅す！)                        | 20 мая 2017 года    |
| 7       | Ран и принцесса Тэру «Ран то Тэру-химэ» (蘭とＴＥＲＵ姫)                         | 3 июня 2017 года    |
| 8       | Борьба роботов «Робо Рэсу» (ロボレス)                                            | 10 июня 2017 года   |
| 9       | Шестой неспособен сражаться «Сиккусу Сэнто: Фуно:» (シックス戦闘不能)            | 17 июня 2017 года   |
| 10      | Королевская битва «Батору Рояру» (バトルロイヤル)                                | 23 июня 2017 года   |
| 11      | Диалог «Тайва» (対話)                                                            | 1 июля 2017 года    |
| 12      | Начало «Бигинингу» (ビギニング)                                                  | 8 июля 2017 года    |

## Критика
Рецензент сайта THEM Anime Reviews Аллен Муди отметил, что, в то время как большинство приквелов и сиквелов лишь эксплуатируют оригинальные произведения, Atom: The Beginning вдыхает новую жизнь в идеи Осаму Тэдзуки. Также он похвалил работу за интересных персонажей и красочный визуальный стиль. Муди дал аниме оценку 5 из 5. В свою очередь, обозреватель портала The Fandom Post Крис Беверидж, поставивший аниме оценку C, счёл концовку заурядной и предположил, что создатели сами не знали, какой она должна быть. К достоинствам он отнёс хорошее качество анимации и её стилистику в целом.